# Catocala neonympha
Catocala neonympha — вид метеликів з родини еребід (Erebidae).

## Поширення
Вид поширений в південно-західній Росії, Україні, Казахстані, східній Туреччині, Іраку, Вірменії, Афганістані, Алтайських горах і Південному Сибіру.

## Спосіб життя
Метелики літають в серпні. Личинки живляться листям солодки і дуба.

## Підвиди
- Catocala neonympha neonympha
- Catocala neonympha osthelderensis Hacker, 1990
- Catocala neonympha variegata (Warren, 1913)